# Taurhynchus barbiventris
Taurhynchus barbiventris là một loài ruồi trong họ Asilidae. Taurhynchus barbiventris được Rondani miêu tả năm 1850. Loài này phân bố ở vùng Tân nhiệt đới.